# Воронин, Владимир Александрович
Влади́мир Алекса́ндрович Воро́нин (род. 27 декабря 1975, Москва) — предприниматель, строитель в третьем поколении, председатель совета директоров группы компаний ФСК.

## Образование
В 1997 году окончил МГСУ им. Куйбышева, факультет «Промышленное гражданское строительство».
В 2001 году защитил диссертацию «Неавтоклавный конструкционно-теплоизоляционный поробетон повышенной прочности и энергоэффективности» по специальности «Строительные материалы и изделия», получил степень кандидата технических наук.
В 2012 году защитил докторскую диссертацию на тему: «Методология управления интеграционными процессами инвестиционно-строительной деятельности в условиях модернизации национальной экономики» по специальности «Экономика и управление народным хозяйством (экономика, организация и управление предприятиями, отраслями, комплексами (строительство))», доктор экономических наук.
Является автором 27 публикаций по вопросам деятельности крупных инвестиционных компаний в России.

## Предпринимательская деятельность
В 2002 году занял должность генерального директора ОАО «Главмосстроймонолит».
Преобразовал компанию в самую мощную бизнес-структуру холдинга Главмосстрой, объединив 40 строительных трестов.
В 2003 году в качестве вице-президента, начальника финансово-экономического комплекса ОАО «Холдинговая Компания Главмосстрой» Владимир Воронин инициировал и успешно провел размещение одного из первых в России среди строительных компаний облигационного займа на 2 млрд рублей.
С 2003 года «Главмосстрой» начал ежегодно увеличивать объёмы строительства на 20 %.
В 2005 году Владимир Воронин создал группу компаний ФСК.
В 2016 году Владимир Воронин стал одним из акционеров «Домостроительного комбината № 1», а также первым заместителем председателя совета директоров «ДСК-1»
В 2018 году под руководством Владимира Воронина начат процесс консолидации ФСК «Лидер», МСУ-1 и ДСК-1.
В 2019 году реструктуризация компании была успешно завершена. В этой связи происходит ребрендинг: «ФСК Лидер» трансформируется в «ГК ФСК». Выручка компании составила 113,2 млрд руб. Объём введенной компанией недвижимости достиг 845, 68 млн. м²., с учётом показателей «Первого ДСК» — 1, 556 млн. м²., около 711 тыс. м². из них пришлось на объём коммерческого подряда и городского заказа по жилью.
Число сотрудников компании превысило 15 000 человек.
В 2020 году группа ФСК Владимира Воронина купила 94 % «Воскресенского домостроительного комбината» на юго-востоке Подмосковья производственной мощностью 220 тыс. м². в год.
В этом же году компания подтвердила рейтинг ВВВ+(ru) от АКРА, при этом оценки финансовой прозрачности и структуры группы повышены до нейтральных.
Решением Правительства РФ группа компаний ФСК включена в перечень системообразующих предприятий российской экономики.

## Общественная и социальная деятельность
Владимир Воронин принимает активное участие в деятельности профессиональных организаций: с 2015 года занимал должность вице-президента, а с 2018 исполняет обязанности президента Ассоциации застройщиков Московской области. ДСК-1 входит в Клуб инвесторов Москвы.
С 2008 года компания ГК ФСК достраивает объекты за недобросовестными застройщиками. По итогам 2019 года всего было «спасено» более 5 000 обманутых дольщиков, из них 4220 — в Московской области; Объём инвестиций в достройку объектов ЖК «Новое Измайлово», ЖК «Южная звезда», ЖК «20-я Парковая», ЖК «Видный», «Изумрудная долина», ЖК «Шемякинский дворик», ЖК «Новый Раменский», ЖК «Гагаринский» составил более 16 млрд рублей. В настоящий момент корпорация достроила 15 жилых домов и 4 детских сада общей площадью около 400 тыс. м².
В 2018 году на территории ЖК «Новое Тушино» состоялось открытие крупнейшего в городском округе Красногорск (Московская область) общеобразовательного учебного заведения — муниципальной школы «Мозаика». Школа построена ГК ФСК под руководством Воронина В. А. в рамках реализации подпрограммы «Общее образование» государственной программы Московской области «Образование Подмосковья» на 2017—2025 гг. Рассчитана на 1510 учащихся, общая площадь здания составляет 31,7 тыс. м². Сумма инвестиций составила более 1,5 млрд рублей.
В общей сложности с 2005 года компания ГК ФСК обеспечила более 5000 детей школами и детскими садами.
С 2020 года группа компаний ФСК разрабатывает систему оценки квалификации рабочих кадров с целью формирования современного профстандарта в строительной отрасли.
С февраля 2024 года Владимир Воронин является попечителем Музея русского импрессионизма в Москве.
С ноября 2024 года Владимир Воронин является председателем совета директоров группы компаний ФСК.

## Награды
Владимир Воронин награждён орденом Петра Великого II степени, званием «Почётный Созидатель Главмосстроя» II степени (2004 г.), знаком губернатора Московской области «Благодарю» за плодотворный труд и личный вклад в развитие строительного комплекса Московской области (2017 г.). Неоднократно получал благодарности от мэрии города Москвы, московских префектур.
В декабре 2019 года Владимир Воронин был награждён Медалью Ордена Русской Православной Церкви святого благоверного князя Даниила Московского.
В 2020 году Владимир Воронин был отмечен Благодарность от Митрополита Крутицкого и Коломенского за содействие в строительстве Никольского Храма г. Красногорска.
Так же Владимир Воронин награждён Медалью Преподобных Сергия и Германа, Валаамских Чудотворцев, I степени за вклад в Возрождении Спасо-Преображенского Валаамского монастыря.
В апреле 2020 года Указом Президента РФ Владимир Воронин награждён Медалью ордена «За Заслуги перед Отечеством» II степени за достигнутые трудовые успехи и многолетнюю добросовестную работу.
В феврале 2023 года распоряжением Президента Российской Федерации № 59-рп Владимиру Воронину была объявлена благодарность за достигнутые трудовые успехи и многолетнюю добросовестную работу